# (72513) 2001 DW78
(72513) 2001 DW78 – planetoida z pasa głównego asteroid okrążająca Słońce w ciągu 5,71 lat w średniej odległości 3,19 j.a. Odkryta 18 lutego 2001 roku.